# Umweltschadensgesetz
Das Umweltschadensgesetz (USchadG) – das „Gesetz über die Vermeidung und Sanierung von Umweltschäden“ – dient der Umsetzung der  EG-Umwelthaftungsrichtlinie 2004/35/EG in deutsches Recht. Laut Beschluss des EU-Parlaments hätte die Umsetzung der EG-Umwelthaftungsrichtlinie in nationales Recht der EU-Mitgliedstaaten bis 30. April 2007 erfolgen müssen. Das Umweltschadensgesetz trat jedoch erst am 14. November 2007 in Kraft und sieht eine rückwirkende Haftung für Schäden, die zwischen dem 30. April und dem 14. November verursacht wurden, vor.
Mit dem Umweltschadensgesetz werden erstmals einheitliche Anforderungen für die Sanierung von unfallbedingten Umweltschäden – im Speziellen von ökologischen Schäden – formuliert. Die Umsetzung der EG-Umwelthaftungsrichtlinie in nationales Recht stellt eine Herausforderung dar, denn sie beinhaltet ein neues öffentlich-rechtliches Haftungskonzept für Schäden an:
- der Biodiversität
- Gewässern
- dem Boden